# ایگور استرلبین
ایگور استرلبین (روسی: Игорь Серге́евич Стрельбин؛ ۱۶ سپتامبر ۱۹۷۴ – ۳ ژانویهٔ ۲۰۱۸) بازیکن فوتبال اهل اتحاد جماهیر شوروی سوسیالیستی بود.
از باشگاه‌هایی که در آن بازی کرده‌است می‌توان به باشگاه فوتبال آتیراو، باشگاه فوتبال کراسنوزنامنسک، و باشگاه فوتبال ماشوک-کی‌ام‌وی پیتیگورسک اشاره کرد.